# Эйхейдзи
Эйхейдзи (яп. 永平寺町 Эйхэйдзи-тё:) — посёлок в Японии, находящийся в уезде Йосида префектуры Фукуи. Площадь посёлка составляет 94,34 км², население — 20 086 человек (1 июля 2014), плотность населения — 212,91 чел./км².

## Географическое положение
Посёлок расположен на острове Хонсю в префектуре Фукуи региона Тюбу. С ним граничат города Сакаи, Кацуяма, Фукуи.

## Население
Население посёлка составляет 20 086 человек (1 июля 2014), а плотность — 212,91 чел./км². Изменение численности населения с 1980 по 2005 годы:
| 1980 | 19 667 чел. |  |
| 1985 | 19 550 чел. |  |
| 1990 | 19 387 чел. |  |
| 1995 | 20 183 чел. |  |
| 2000 | 21 182 чел. |  |
| 2005 | 20 764 чел. |  |

## Символика
Деревом посёлка считается Vernicia cordata, цветком — цветок сливы японской.